# Bachwen

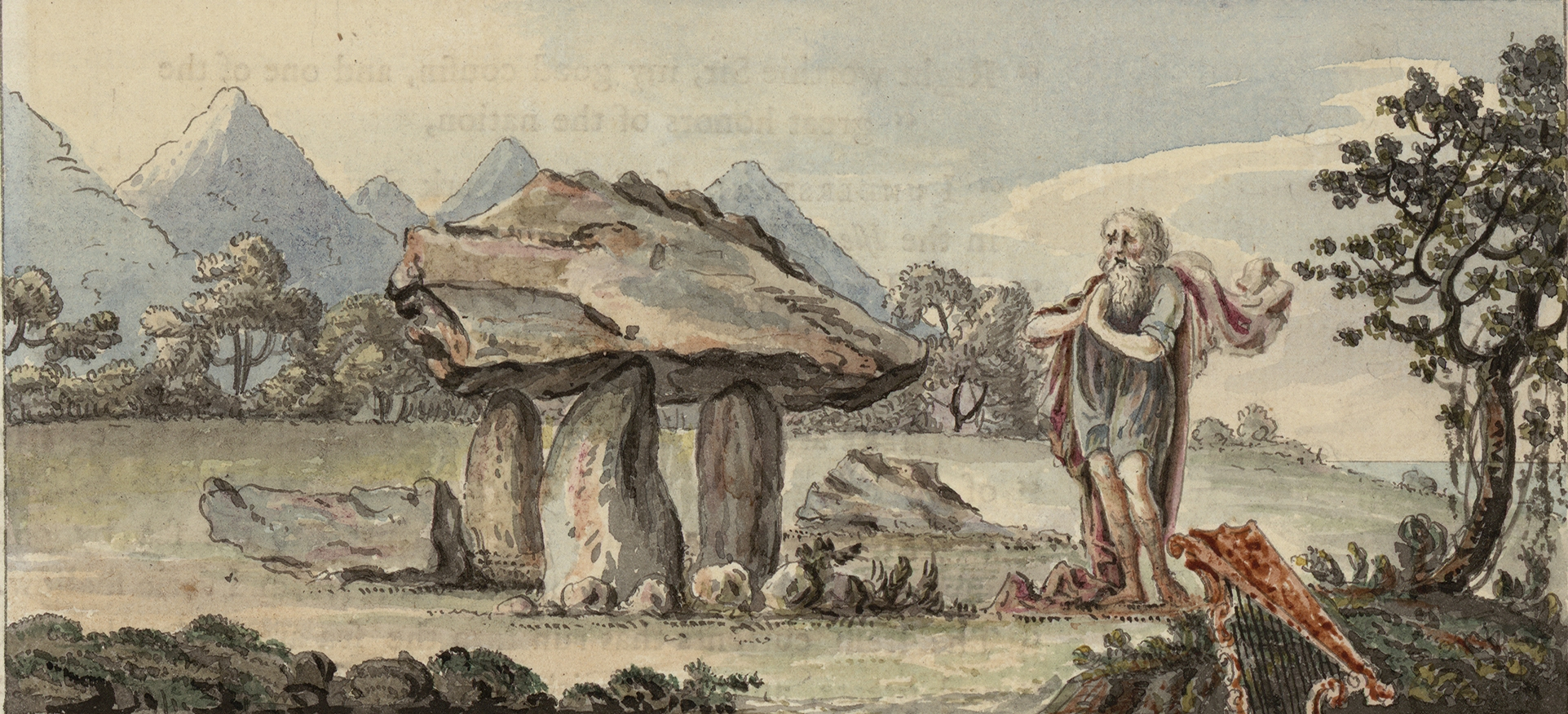
Bild von Bachwen von Thomas Pennant (1726–1798) von 1781

Das Portal Tomb von Bachwen (auch Bach Wen, Clynnog Dolmen Clynnog Fawr oder Fach Wen genannt) liegt meernah (200 m) westlich vom Weiler Clynnog-fawr, etwa 18 km nordwestlich von Criccieth, am Anfang der Lleyn-Halbinsel in Gwynedd in Wales. Als Portal Tombs werden Megalithanlagen auf den Britischen Inseln bezeichnet, bei denen zwei gleich hohe, aufrecht stehende Steine mit einem Türstein dazwischen, die Vorderseite einer Kammer bilden, die zumeist mit einem zum Teil gewaltigen Deckstein bedeckt ist.
Der Dolmen von Bachwen besteht aus vier schlanken, über einen Meter hohen, aufrechten Tragsteinen, die einen großen, unten flachen, oben keilförmigen Deckstein von 2,5 × 1,6 m tragen, der mit Schälchen (englisch cups) übersät ist. Es sollen mehr als 100 auf der Oberfläche und weitere acht auf der Ostseite des Steins sein. Die Anlage wurde im 19. Jahrhundert ausgegraben und der südliche Orthostat wurde im 20. Jahrhundert restauriert. Auf dem Boden der Kammer wurden eine Pflasterung und schwarzes Material gefunden, das der Rest eines Feuers sein kann.
Es wird darüber spekuliert, wie das Portal Tomb aussah, als es erbaut wurde. Es ist keiner der nahe verwandten Tripod-Dolmen, die lediglich drei Tragsteine aufweisen, aber wie bei diesen sollen die Lücken zwischen den tragenden Pfosten mit Trockenmauerwerk gefüllt gewesen sein. Es wird angenommen, dass die meisten Megalithanlagen mit Erde oder Gestein bedeckt waren und nur der Zugang frei gelassen wurde.
In der Nähe liegt das Penarth (Kammergrab).